# Зърновица
Зъ̀рновица или Джѝрновица (на гръцки: Καστανόχωμα, Кастанохома, до 1927 година: Ζερνοβίτσα, Зерновица) е обезлюдено село в Република Гърция, разположено на територията на дем Драма, област Източна Македония и Тракия.

## География
Зърновица се намира на 680 m надморска височина, в северните склонове на планината Боздаг и попада в историко-географската област Чеч. Съседните му села са Пепелаш, Борник и Хадиркьой.

## История

### Етимология
Според Йордан Н. Иванов вероятната етимология на името е от зърно, сравнимо със Зърнево. Според него името може да идва и от старобългарското , (-), „мелница“, с по-късно развито дж от ж, а формата с начално з при такъв случай е гръцко влияние. От зърно < праславянското *zьrna извежда етимологията и Българският етимологичен речник.

### В Османската империя
Съгласно статистиката на Васил Кънчов („Македония. Етнография и статистика“) към 1900 година Зърновица (Джирновица) е българо-мохамеданско селище. В него живеят 610 българи-мохамедани.

### В Гърция
През Балканската война в 1912 година в селото влизат български части. След Междусъюзническата война в 1913 година Зърновица попада в Гърция.
Според гръцката статистика, през 1913 година в Зърновица (Ζερνοβίτσα) живеят 503 души. През 1920 година в селото са регистрирани 432 жители.
През 1923 година по силата на Лозанския договор жителите на Зърновица са изселени в Турция. Първоначално на тяхно място са заселени 2 бежански семейства и в 1928 година селото има 8 жители. През 1927 година името на селото е сменено от Зърновица (Ζερνοβίτσα) на Кастанохома (Καστανόχωμα). През 1928 година в Зърновица са заселени 22 гръцки семейства със 75 души – бежанци от Турция. През 1940 година в селото са регистрирани 111 души. Селото е обезлюдено по време на Гражданската война в Гърция и след края ѝ не е обновено.
| Година    | 1913 | 1920 | 1928 | 1940 | 1951 | 1961 | 1971 | 1981 | 1991 | 2001 | 2011 | 2021 |
| --------- | ---- | ---- | ---- | ---- | ---- | ---- | ---- | ---- | ---- | ---- | ---- | ---- |
| Население | 503  | 432  | 5    | 111  |      |      |      |      |      |      |      |      |